# アジュナ

アジュナ曼荼羅

アジュナ（Ajna、サンスクリット: आज्ञा、IAST: Ājñā、IPA: [aːɟɲaː]、グル・チャクラ、サードアイ・チャクラ）は、ヒンドゥー教徒の伝統によると、身体における6番目のチャクラ。